# Pezizomycetes
Pezizomycetes er en klasse i Sæksvampe rækken.